# Filogonusz (patriarcha Antiochii)
Filogonusz – 22. patriarcha Antiochii; sprawował urząd w latach 320–323, święty Kościoła katolickiego i Cerkwi Prawosławnej. Jego imię jest wpisane do Martylologium Rzymskiego pod datą 20 grudnia. Przed wyborem na patriarchę był prawnikiem.